# Sizzler
Sizzler es una cadena de restaurantes estadounidense con sede en Culver City, California. El restaurante sirve a la carne, mariscos, ensalada (de un gran bar de ensaladas) y productos alimenticios similares.

## Historia
La cadena fue fundada en 1958 como "Del Sizzler's Steak House" de propiedad de los señores Del y Helen Johnson en Culver City, California. La cadena está compuesta por más de 270 restaurantes en todo EE. UU.. La mayor parte están en el oeste del país. 
A finales del decenio de 1970 y principios de 1980, promovido principalmente por la compañía Sizzler para la combinación bistec y cenas con el facultativo bar de ensaladas. El restaurante quería dar al cliente la sensación de un restaurante de servicio completo, pero a un precio sólo un poco más que la de la cadena de comida rápida. Para mantener los costos bajos, muchos de los restaurantes tienen sus propias recetas en la propia carne cortadoras de donde cortaban sus propias carnes y molían su propia hamburguesa. En la mitad del decenio de 1980 comenzaron a aparecer la competencia de otros los restaurantes. Después de las promociones como el "All-you-can-eat" camarones fritos, la cadena decidió ampliar su popular bar de ensaladas en un completo buffet, promovido como el "Buffet Corte". Los clientes comenzaron a utilizar el buffet como su comida en lugar de un complemento a una entrada. En respuesta, Sizzler comenzó a disminuir la calidad de la alimentación en otras zonas del menú. Clientes tomó nota y la reputación de Sizzler ha sufrido un descenso. Tanta fue el impacto que fueron 11 casos de bancarrota en 1996 y cerrado 140 de 215 tiendas. Durante fines del decenio de 1990, una nueva gestión mejoró la calidad de los alimentos sino también el aumento de los precios. Un total de 21 localidades se cerraron en 2001. Sizzler comenzó una imagen de su hogar alrededor de 2002. Un nuevo concepto de restaurante fue creado con un encendedor y más abierto al comedor. Los cambios fueron acompañados de un nuevo menú. En un esfuerzo por regresar a sus raíces, carne, mariscos, y la barra de ensaladas ahora se subrayó en tanto que la de todos los que puedan comer del buffet, se está eliminando gradualmente. 
Sizzler también tiene restaurantes en todo el mundo, entre ellos Australia, China, Indonesia, Japón, Singapur, y Tailandia. 
En enero de 2008, Sizzler anunció que tiene previsto tomar medidas contra el Multi-Lotería del Estado de la Asociación (MUSL) de Urbandale, Iowa, sobre el uso de la denominación "Sizzler" para el nuevo tripler (cuando la opción está seleccionada por el jugador, todos los Premios, excepto el bote, se triplicaron) en los EE. UU. Hot Lotto juego. (En Dakota del Norte, el multiplicador se denomina "Triple Sizzler".) 
Pat Sizzler es el titular de los Oscar y la cadena de restaurantes en el sur de California.

## Fotos

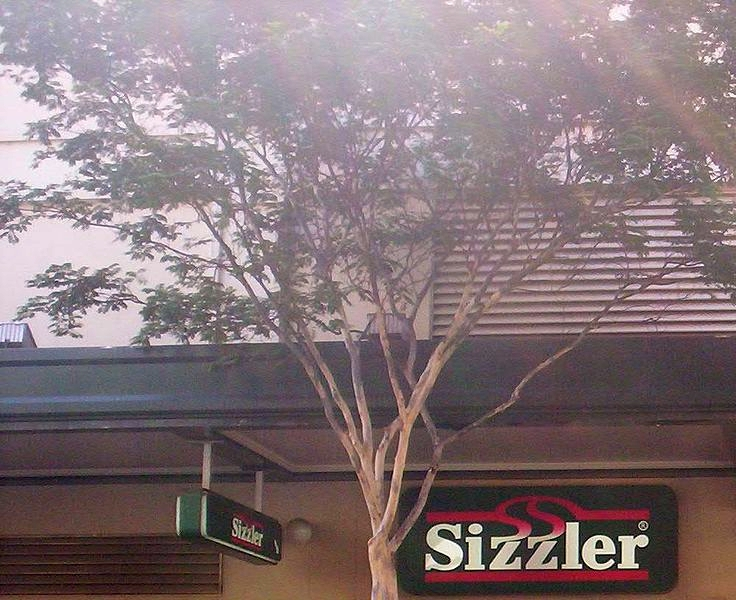
Sign for Sizzler at The Myer Centre (photo taken at Elizabeth Street in Brisbane, Queensland, Australia)
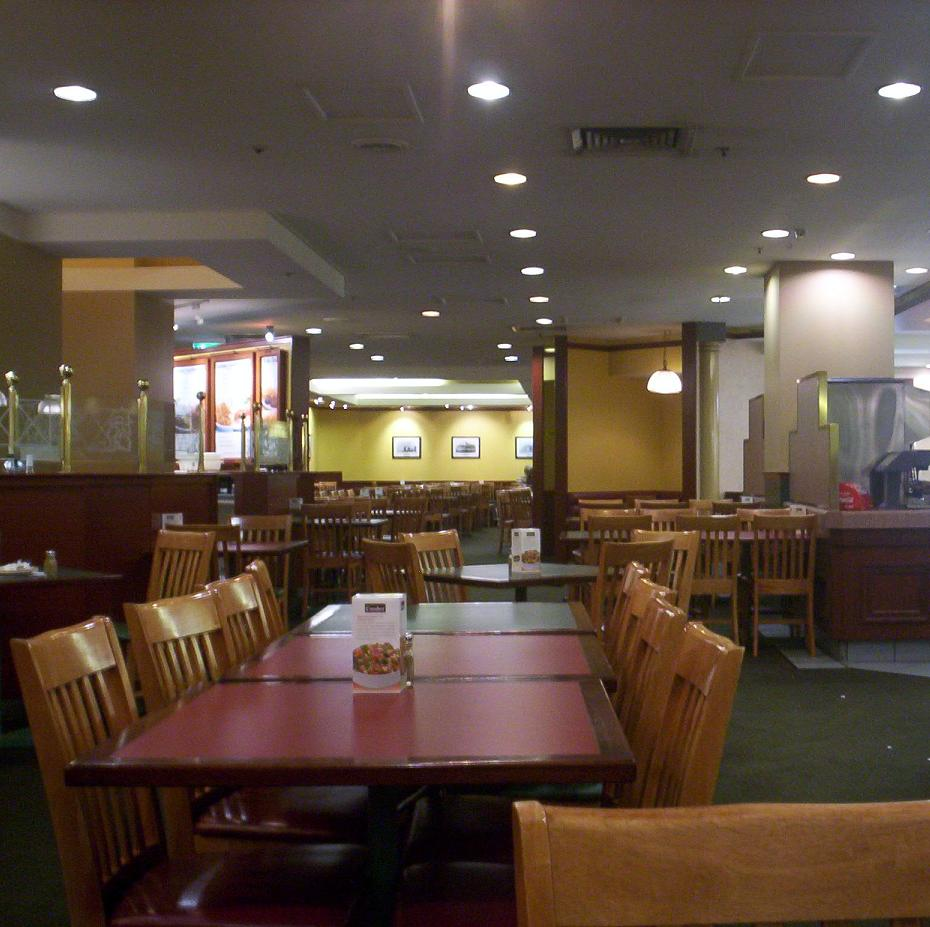
Sizzler restaurant at The Myer Centre in Brisbane, Queensland, Australia
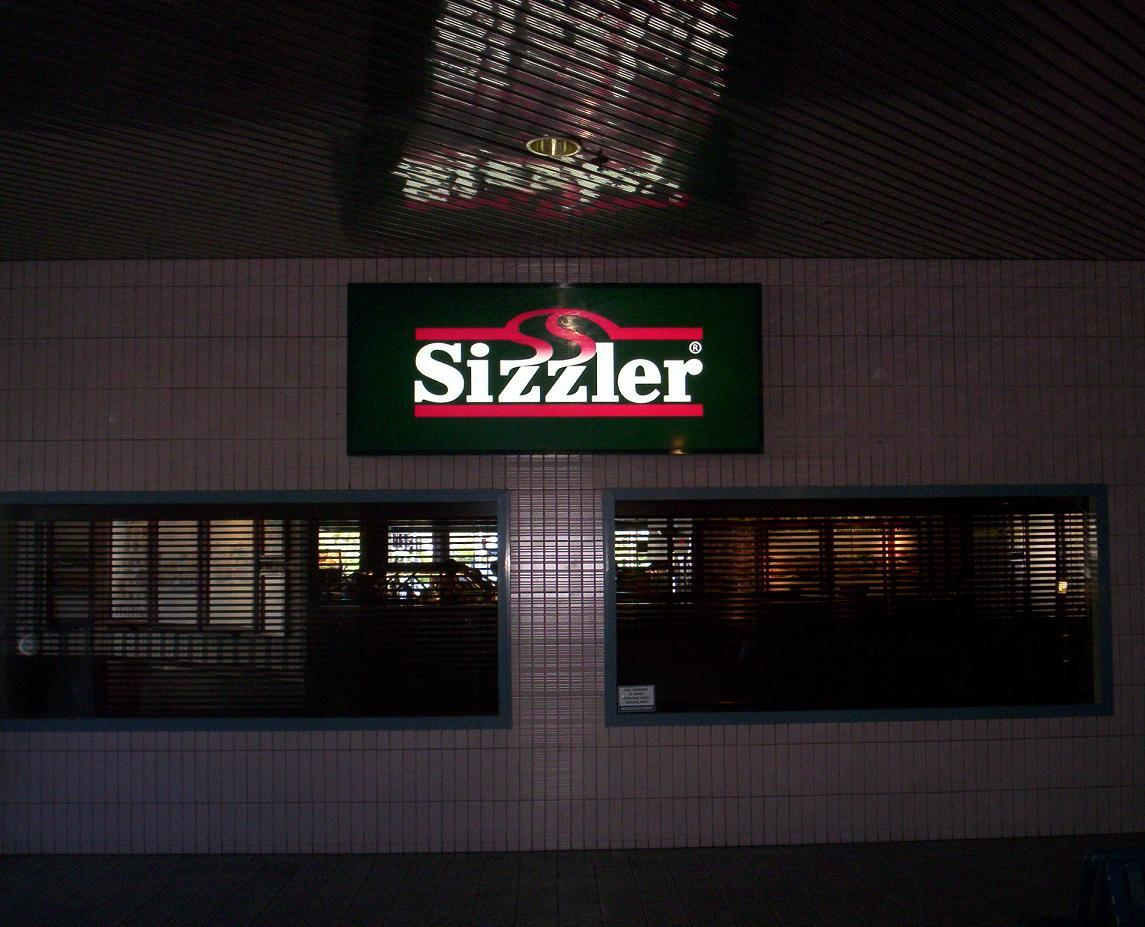
Sizzler restaurant at Toowong Village in Brisbane, Queensland, Australia
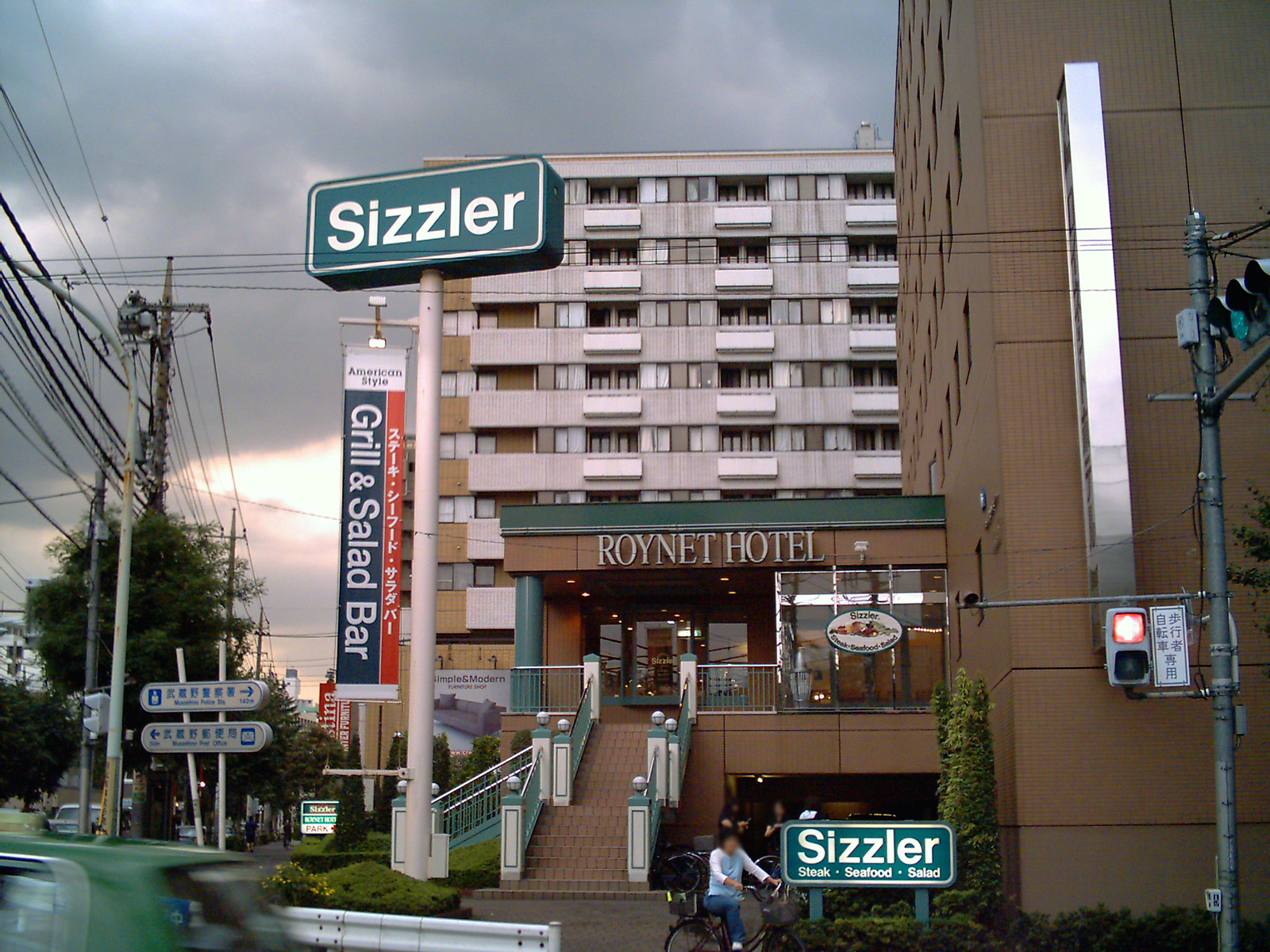
Sizzler musashino City japan

## Trivia
En 1985 la película Los Goonies , Cuando Chunk está con el teléfono con el Sheriff tratando de lograr que la Fratellis escondite cuando el Sheriff recuerda un pasado que cuento Chunk dijo. "Sí, al igual que la vez que me dijo sobre el quincuagésimo iraní terroristas que se hizo cargo de todos losSizzlersteakhouses en la ciudad." 
- En un segunda temporada episodio del programa de televisiónSeinfeld , Kramer está en un hospital y los comentarios sobre la comida diciendo, "Es como Un Sizzler la apertura de un hospital! "

- En 1992 la película White Men No Puede Ir , Sidney (Wesley Snipes) promesas Junior (Kadeem Hardison) que accederá a Sizzler después de que Billy latidos Hoyle (Woody Harrelson), en un golpe franco a concurso. Durante el concurso, Junior comienza por burla Billy cantando, "goin 'Sizzler! Goin' Sizzler!"

- En 1995 la película de Peso , el personaje de Josh, después de ser enviada a casa desde el campamento de Tony Perkis, come una comida en el Sizzler, y después de llegar de vuelta al campamento, este menciona a uno de los otros Caracteres: "Primero fui a la Sizzler, consiguió que todos los Tenedor comer comida. I cerrado el lugar."

- En "Weird Al" Yankovic la canción de  Albuquerque , el narrador logra su sueño de toda la vida por conseguir un trabajo de medio tiempo en un Sizzler. También se adjudicó Empleado del Mes después de que pone a cabo una grasa fuego con su rostro.

- En el Jamie Foxx Show , después de Jamie y su co-star/girlfriend Fancy han reconciliado después de una larga lucha de un cumpleaños la actualidad, Jamie promete que se va a Fancy a "algún lugar realmente de lujo", Responde: "¿De verdad?" A la que Jamie responde, "Sizzler", entonces todo el mundo se ríe.

- En 1996 la película carpool , Tom Arnold del personaje es incapaz de evitar que su madre paternalista de un restaurante Sizzler. Su abuso de los "all-you-can-comer" comida resultados en un enfrentamiento policial.

- En 1998 la película barrios de tugurios de Beverly Hills , Al Arkin Sizzler considera el carácter de los alimentos gourmet, exclamó en reiteradas ocasiones "Ok, vamos a ir a la Sizzler".

- En varios episodios de Family Matters , hablar de los personajes va a Sizzler como un "capricho" de comidas.

- Sizzler se menciona varias veces enFullepisodios, incluido uno en el que Joey Gladstone se dice que broma ed miembros de la familia, y los hay.

Actriz * Jennifer Love Hewitt ha dicho que ella es una gran fan Sizzler. 
- En Ghostbusters IIcuando Egon, Ray, y Winston ir a recoger a Peter antes de la investigación de la red de alcantarillado pleno uso de los artes de caucho y materiales peligrosos galoshes, Peter conjeturas de que están en el camino a "Todo lo que puede Comer, costillas barbacoa en la noche Sizzler ".

- En Happy Gilmore , Joe Flaherty's carácter, Donald, ofrece Shooter McGavin de una comida en el Sizzler.

- En el Scooby-Doo la película, Shaggy ve una fiesta en una mesa en una supuesta-a-ser-obsesionado castillo y los comentarios de que es "como un Medieval Sizzler! "

- En un episodio de Salvados por la Campana de , exclama el padre de Lisa "Vamos de Sizzler!" Lisa confiesa después de gastar excesivamente en su tarjeta de crédito, en un intento de consola de su culpabilidad.

- En la sintonía de animación Los Oblongs , Milo dice que el bar de ensaladas carrito de la Sizzler mantenerse lejos de rodadura.

- En un episodio deEl Fresh Prince Of Bel-Air , Hilary acusa Tío Phil dejando de ella en el Sizzler cuando ella era un bebé. Asimismo, en otro episodio, se dice que no será capaz de ir a Sizzler después de Jeffrey gana el juego de cartas que ha creado en el patio trasero.

- En un episodio de Roseanne , Roseanne dice que una celebración en La Sizzler es llamado para después de Bev y Jackie le da $ 10000.

- En un episodio de Two and a Half Men, Jake dice que "los antiguos romanos tenían un lugar llamado vomitorium donde la gente puede comer todo lo que quería, puke, y luego comer un poco más. ", Y Berta dijo: Bueno, al igual que el Sizzler.

- En un episodio de El Parkers , Kim se despierta para ver un buffet de comida preparada por Nikki y exclama "I murió y fue a Sizzlers".

- En un episodio de la serie Invasor Zim aparece un personaje dueño de un restaurante de comida rápida llamado Sizz-Lorr, un guiño al restaurante Sizzler.

- En el video 2nd Semester of Spanish, Spanish Love Song starring Erik Estrada de Spanish Mike, Erik Estrada invita a Spanish Mike a Sizzler luego de verlo fracasar en un intento por conquistar a una mujer latina con una canción en castellano.